# Aselliscus dongbacanus
Aselliscus dongbacanus és una espècie de ratpenat de la família dels hiposidèrids. Viu al nord del Vietnam i l'extrem meridional de la Xina. És un ratpenat de petites dimensions, amb una llargada de cap a gropa de 40,5 mm, els avantbraços de 43,8 mm, una cua de 39,5 mm, les orelles de 12,2 mm i un pes de fins a 4,5 g. Com que fou descoberta fa poc, encara no se n'ha avaluat l'estat de conservació.